# Llenguatge animal

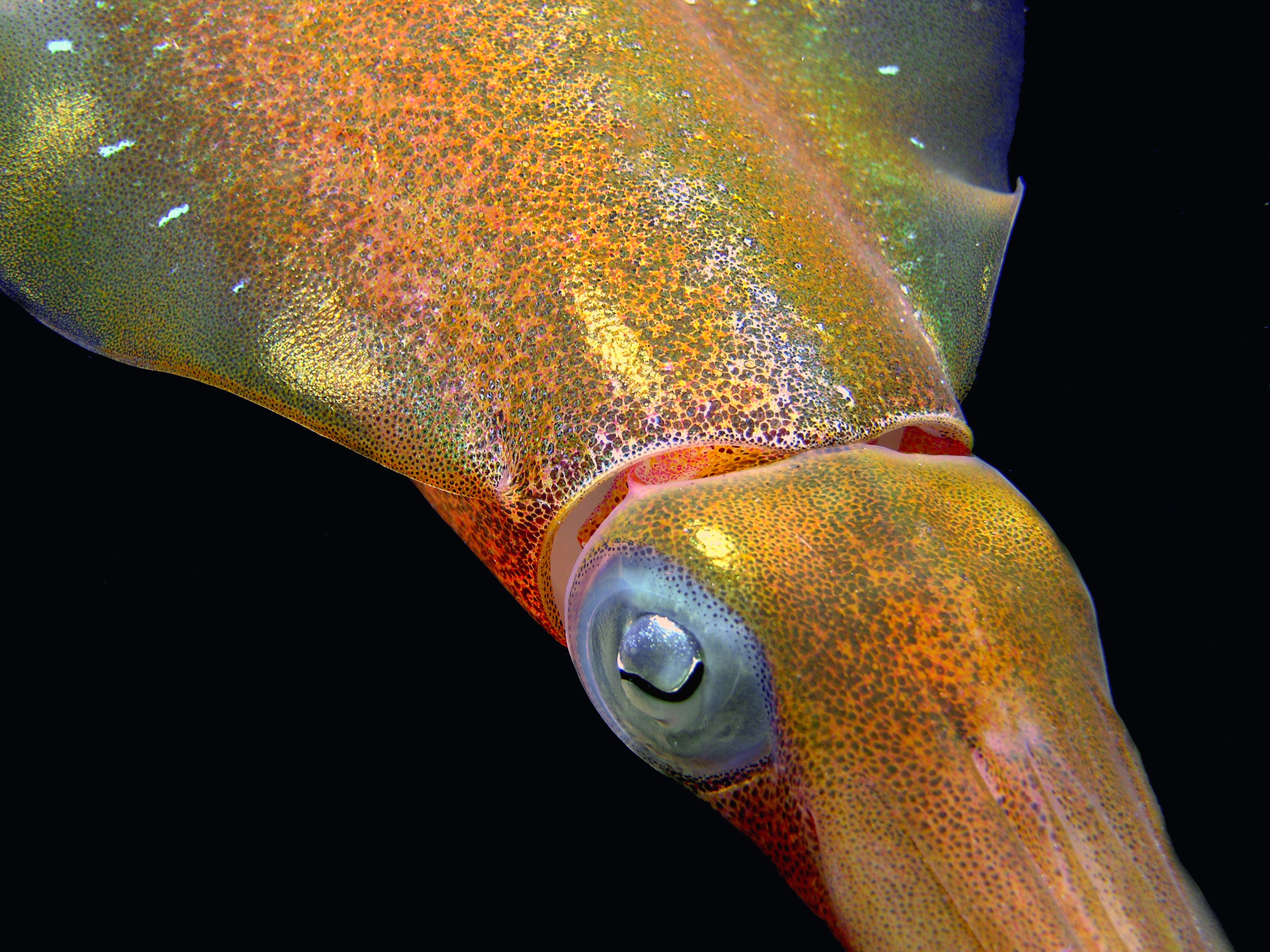
El llenguatge d'alguns octòpodes inclou variacions de colors, textures i de formes amb el cos

El llenguatge animal és l'eina de comunicació pròpia dels animals. Al segle XX es van estudiar amb detall els sistemes de comunicació i interacció social de nombrosos animals. Això va portar a descobrir que moltes de les característiques presents en les llengües naturals humanes també eren presents en el llenguatge animal. No obstant això un petit nombre de característiques semblen exclusives d'animals concrets i no comuns a la totalitat d'aquests o a grups.